# شراپهم
شراپهم (به انگلیسی: Shropham) یک روستا و محله مدنی در بریتانیا است که در Breckland District واقع شده‌است. شراپهم ۱۱٫۱۲ کیلومتر مربع مساحت و ۳۵۱ نفر جمعیت دارد.